# Nasenbein

Schädel in Seitenansicht:
1. Stirnbein (Os frontale)
2. Scheitelbein (Os parietale)
3. Nasenbein (Os nasale) (grün)
4. Siebbein (Os ethmoidale)
5. Tränenbein (Os lacrimale)
6. Keilbein (Os sphenoidale)
7. Hinterhauptbein (Os occipitale)
8. Schläfenbein (Os temporale)
9. Jochbein (Os zygomaticum)
10. Oberkiefer (Maxilla)
11. Unterkiefer (Mandibula)

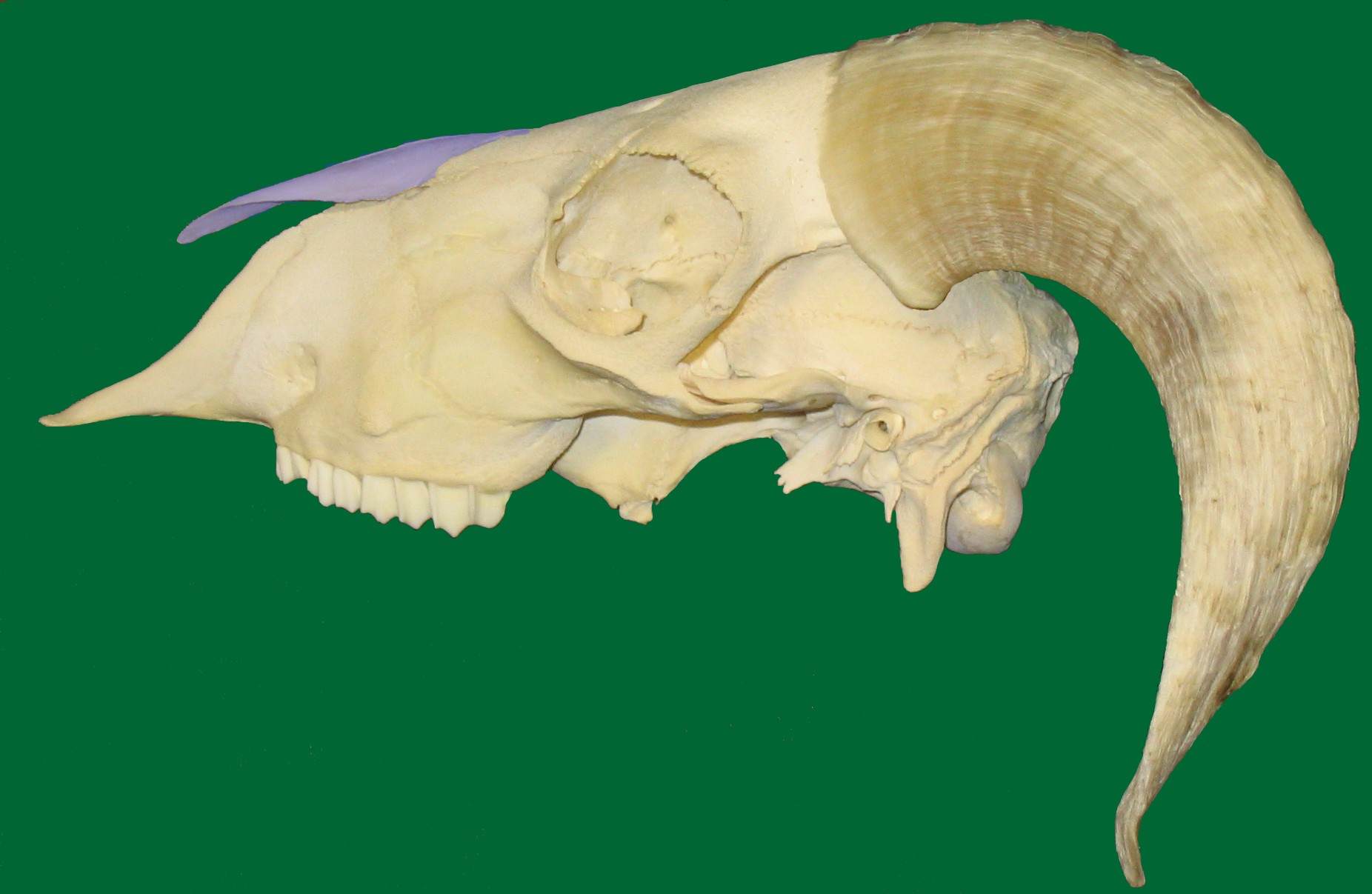
Schädel eines Schafes
Nasenbein farbig markiert

Das Nasenbein (lateinisch Os nasale) ist ein paariger Knochen des Gesichtsschädels und Teil der Nase. Es bildet den größten Teil des Nasendachs und damit der oberen Wand der Nasenhöhle.
An der Innenseite des Nasenbeins sind die Nasenscheidewand (Septum nasi) und die obere Nasenmuschel (Concha nasi superior) befestigt. Letztere begrenzt auch den oberen Nasengang („Riechgang“). 
Bei vielen Säugetieren (Ausnahmen: Mensch, Raubtiere) ragt das Nasenbein nach vorn über das Zwischenkieferbein (Os incisivum) hinaus, so dass ein nach vorn offener, spitzwinkliger Einschnitt (Incisura nasoincisiva) ausgebildet ist.
Durch Schläge von außen kann es leicht zu einer Fraktur des Nasenbeins kommen (siehe Nasenbeinfraktur).